# Rubiklin
Rubiklin ist ein sehr selten vorkommendes Mineral aus der Mineralklasse der „Silikate und Germanate“ und dort Mitglied der großen Gruppe der Feldspate. Er kristallisiert im triklinen Kristallsystem mit der idealisierten Zusammensetzung Rb[AlSi3O8], ist also chemisch gesehen ein Rubidium-Alumosilikat. Strukturell gehört Rubiklin zu den Gerüstsilikaten.
Rubiklin ist das Rubidium-Analogon von Mikroklin (K[AlSi3O8]) und bildet mit diesem eine lückenlose Mischkristallreihe. Da das Mineral aus diesem Grund in der Natur bisher ausschließlich mit einem geringen Anteil an Kalium gefunden wurde, wird die Formel daher meist mit (Rb,K)[AlSi3O8] angegeben. Die in den runden Klammern angegebenen Elemente Rubidium und Kalium können sich dabei in der Formel jeweils gegenseitig vertreten (Substitution, Diadochie), stehen jedoch immer im selben Mengenverhältnis zu den anderen Bestandteilen des Minerals.
In reiner Form ist Rubiklin farblos und durchsichtig oder durch vielfache Lichtbrechung aufgrund von polykristalliner Ausbildung weiß. Er konnte bisher nur in Form mikrokristalliner (≤ 50 μm), abgerundeter Körner gefunden werden.

## Etymologie und Geschichte
Erstmals entdeckt wurde Rubiklin in den Pollucit- und Seltenerdenhaltigen Pegmatiten nahe San Piero (in Campo) in der Kommune Campo nell’Elba in der italienischen Region Toskana. Beschrieben wurde das Mineral 1998 durch David K. Teertstra, Peter Černý, Frank C. Hawthorne, Julie Pier, Lu-Min Wang und Rodney C. Ewing, die es nach seinem Gehalt an Rubidium und seiner nahen Verwandtschaft zum Mikroklin benannten.
Rubiklin ist das erste entdeckte Mineral, dessen wesentlicher Bestandteil Rubidium ist. Insgesamt sind bisher (Stand: 2013) nur zwei weitere Rubidiumminerale bekannt: Der 2007 in der gleichen Typlokalität wie Rubiklin entdeckte Ramanit-(Rb) und der ebenfalls 2007 am Vasin-Myl’k auf der russischen Halbinsel Kola entdeckte Voloshinit.

## Klassifikation
In der mittlerweile veralteten, aber noch gebräuchlichen 8. Auflage der Mineralsystematik nach Strunz gehörte der Rubiklin zur Abteilung der „Gerüstsilikate (Tektosilikate), mit Zeolithen“, wo er zusammen mit Buddingtonit, Celsian, Hyalophan, Kokchetavit, Mikroklin, Orthoklas, Paracelsian, Sanidin und Slawsonit die Untergruppe der „Alkalifeldspate“ mit der System-Nr. VIII/J.06 innerhalb der Gruppe der Feldspate bildete.
Die seit 2001 gültige und von der International Mineralogical Association (IMA) verwendete 9. Auflage der Strunz’schen Mineralsystematik ordnet den Rubiklin in die neu definierte Abteilung der „Gerüstsilikate (Tektosilikate) ohne zeolithisches H2O“ ein. Diese ist zudem weiter unterteilt nach der möglichen Anwesenheit zusätzlicher Anionen, so dass das Mineral entsprechend seiner Zusammensetzung in der Unterabteilung „Gerüstsilikate (Tektosilikate) ohne zusätzliche Anionen“ zu finden ist, wo es zusammen mit Adular, Anorthoklas, Buddingtonit, Celsian, Hyalophan, Mikroklin, Monalbit, Orthoklas und Sanidin die „Feldspatgruppe“ mit der System-Nr. 9.FA.30 bildet.
Auch die vorwiegend im englischen Sprachraum gebräuchliche Systematik der Minerale nach Dana ordnet den Rubiklin in die Abteilung der „Gerüstsilikate: Al-Si-Gitter“ ein. Hier ist er zusammen mit Anorthoklas, Celsian, Filatovit, Hyalophan, Mikroklin, Orthoklas und Sanidin in der Gruppe der „K (Na,Ba)-Feldspate“ mit der System-Nr. 76.01.01 innerhalb der Unterabteilung „Mit Al-Si-Gitter“ zu finden.

## Kristallstruktur
Rubiklin kristallisiert triklin in der Raumgruppe P1 (Raumgruppen-Nr. 2) mit den Gitterparametern a = 8,81 Å; b = 13,01 Å; c = 7,18 Å; α = 90,3°; β = 115,7° und γ = 88,2° sowie 4 Formeleinheiten pro Elementarzelle.

## Eigenschaften
Das Mineral ist durch einen Gehalt an Rubidium (Rb) von bis zu 20,47 %, das in der Natur zu etwa 27,8 % aus radioaktivem 87Rb besteht, als schwach radioaktiv eingestuft und weist eine spezifische Aktivität von etwa 183 Bq/g auf (zum Vergleich: natürliches Kalium 31,2 Bq/g).

## Bildung und Fundorte
Rubiklin fand sich in ein bis zwei Zentimeter großen, rubidiumhaltigen Mikroklin-Adern. Als Begleitminerale treten unter anderem Albit, Apatit, Muskovit, Pollucit und Quarz auf.
Neben seiner Typlokalität San Piero (in Campo) in Italien konnte das Mineral bisher (Stand: 2018) nur noch in den Pegmatiten am Red Cross Lake und am Maskwa Lake in der Provinz Manitoba sowie am Opikeigan Lake (Kenora District) in der Provinz Ontario in Kanada; bei Luolamäki nahe Somero in Südwestfinnland und am Vasin-Myl’k auf der russischen Halbinsel Kola gefunden werden. Ein weiterer möglicher Fundort ist Varuträsk nahe Skellefteå in der schwedischen Provinz Västerbotten, der allerdings bisher nicht bestätigt wurde.